# Hot rod
Hot rod vozila so klasični ameriški avtomobili iz 1920-1940ih, predelani z močnejšim motorjem, večjimi pnevmatikami, bolj privlačnim izgledom in drugimi izboljšavami kot so npr. diskaste zavore.